# Dekanat klecki
Dekanat klecki – jeden z siedmiu dekanatów wchodzących w skład eparchii słuckiej Egzarchatu Białoruskiego Patriarchatu Moskiewskiego.

## Parafie w dekanacie
- Parafia św. Proroka Eliasza w Aresznicy
  - Cerkiew św. Proroka Eliasza w Aresznicy
- Parafia Zaśnięcia Najświętszej Maryi Panny w Babiczach
  - Cerkiew Zaśnięcia Najświętszej Maryi Panny w Babiczach
- Parafia Podwyższenia Krzyża Pańskiego w Ceprze
  - Cerkiew Podwyższenia Krzyża Pańskiego w Ceprze
- Parafia św. Jerzego Zwycięzcy w Domotkanowiczach
  - Cerkiew św. Jerzego Zwycięzcy w Domotkanowiczach
  - Kaplica w Domotkanowiczach
- Parafia Świętych Piotra i Pawła w Hołynce
  - Cerkiew Świętych Piotra i Pawła w Hołynce
- Parafia Świętych Piotra i Pawła w Hrycewiczach
  - Cerkiew Świętych Piotra i Pawła w Hrycewiczach
- Parafia Opieki Matki Bożej w Jodczycach
  - Cerkiew Opieki Matki Bożej w Jodczycach
- Parafia Opieki Matki Bożej w Klecku
  - Cerkiew Opieki Matki Bożej w Klecku
- Parafia Zmartwychwstania Pańskiego w Klecku
  - Cerkiew Zmartwychwstania Pańskiego w Klecku
- Parafia Kazańskiej Ikony Matki Bożej w Kuncewszczyźnie
  - Cerkiew Kazańskiej Ikony Matki Bożej w Kuncewszczyźnie
- Parafia Wniebowstąpienia Pańskiego w Moroczu
  - Cerkiew Wniebowstąpienia Pańskiego w Moroczu
- Parafia Przemienienia Pańskiego w Nahornie
  - Cerkiew Przemienienia Pańskiego w Nahornie
- Parafia św. Jana Chrzciciela w Sadowej
  - Cerkiew św. Jana Chrzciciela w Sadowej
- Parafia św. Mikołaja Cudotwórcy w Siniawce
  - Cerkiew św. Mikołaja Cudotwórcy w Siniawce
- Parafia Ścięcia Głowy św. Jana Chrzciciela w Słobodzie Mieżnej
  - Cerkiew Ścięcia Głowy św. Jana Chrzciciela w Słobodzie Mieżnej
- Parafia św. Dionizego Areopagity w Zaostrowieczu
  - Cerkiew św. Dionizego Areopagity w Zaostrowieczu

## Galeria

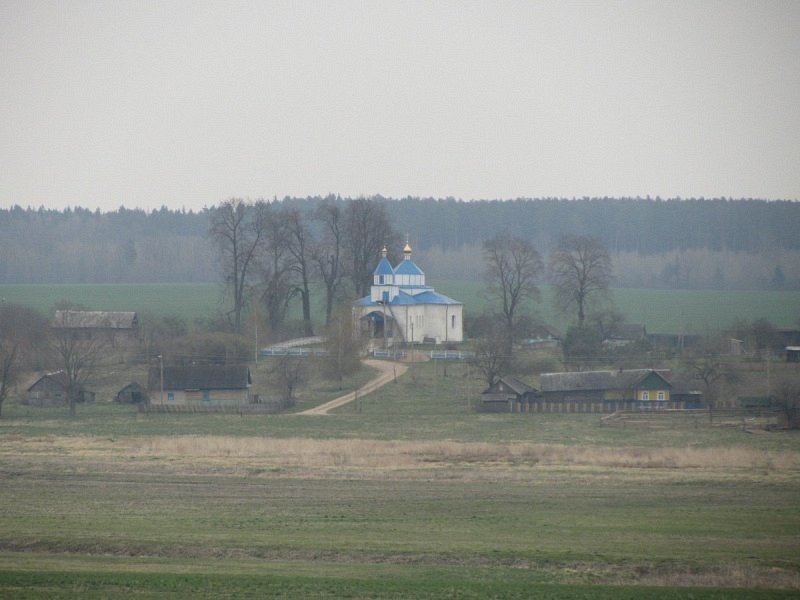
Cerkiew Podwyższenia Krzyża Pańskiego w Ceprze
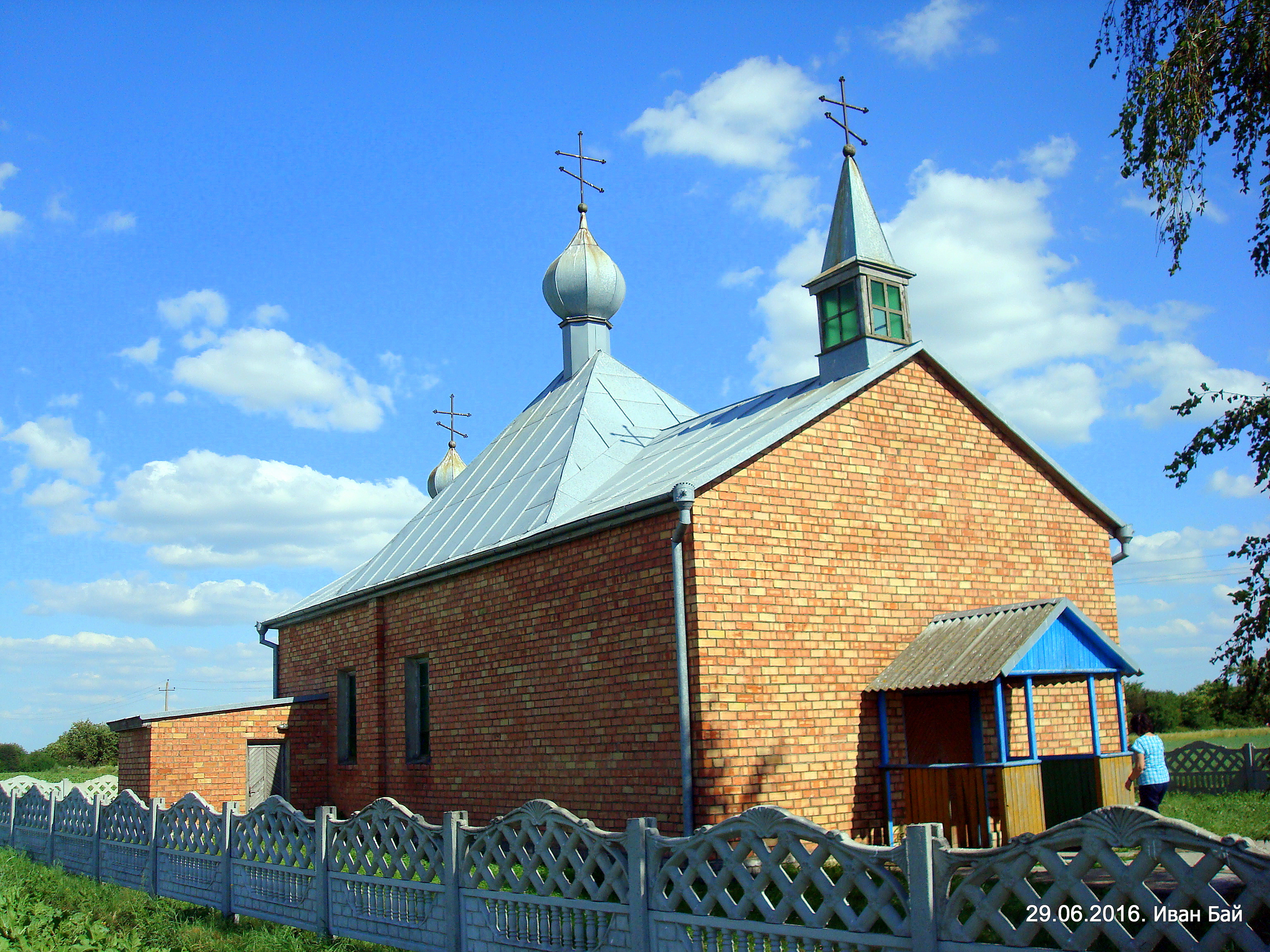
Cerkiew św. Jerzego Zwycięzcy w Domotkanowiczach
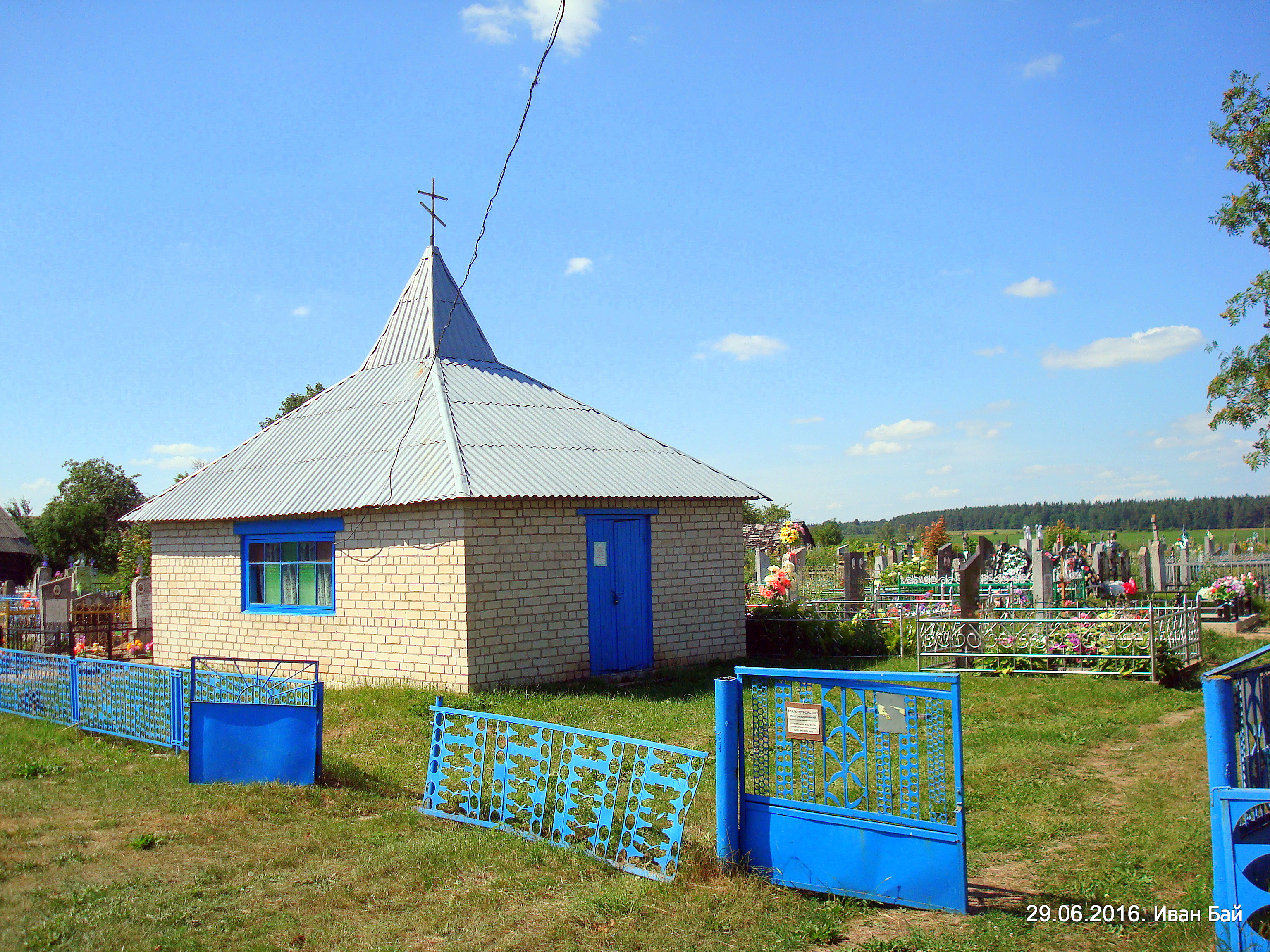
Kaplica cmentarna w Domotkanowiczach
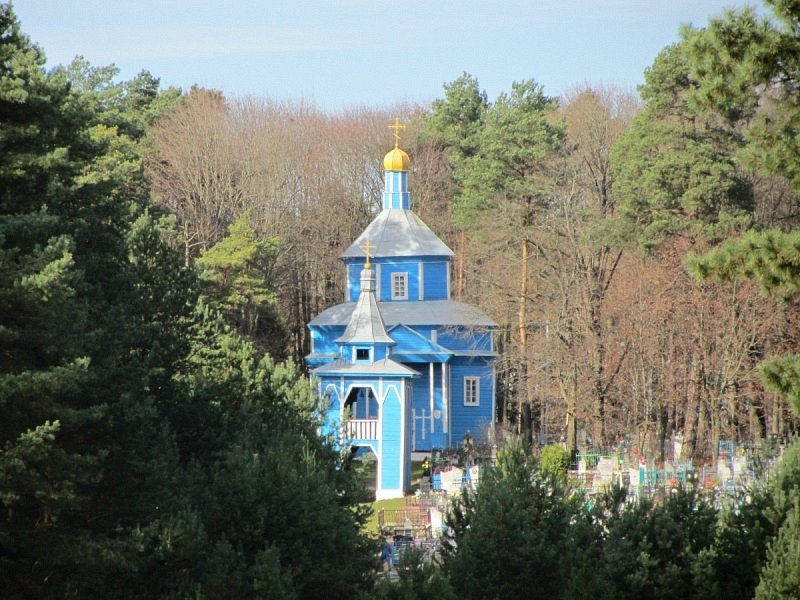
Cerkiew Świętych Piotra i Pawła w Hołynce
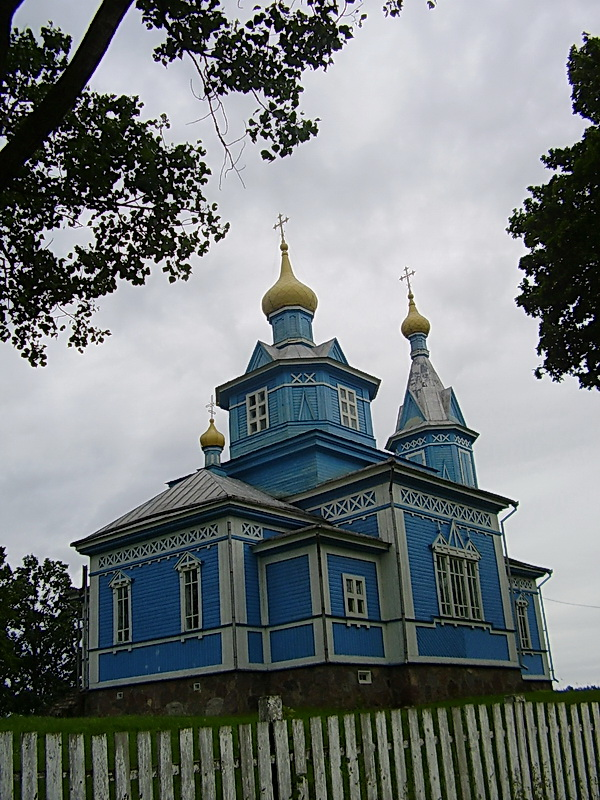
Cerkiew Opieki Matki Bożej w Jodczycach
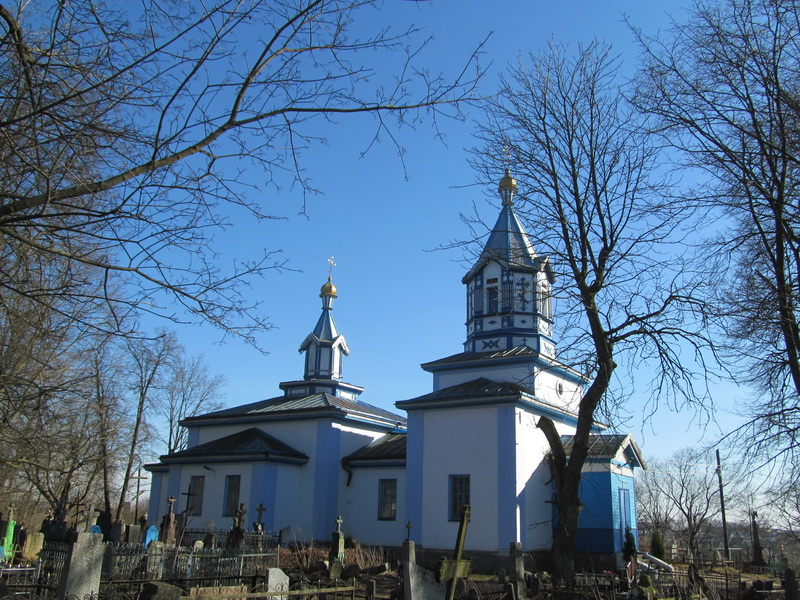
Cerkiew Opieki Matki Bożej w Klecku
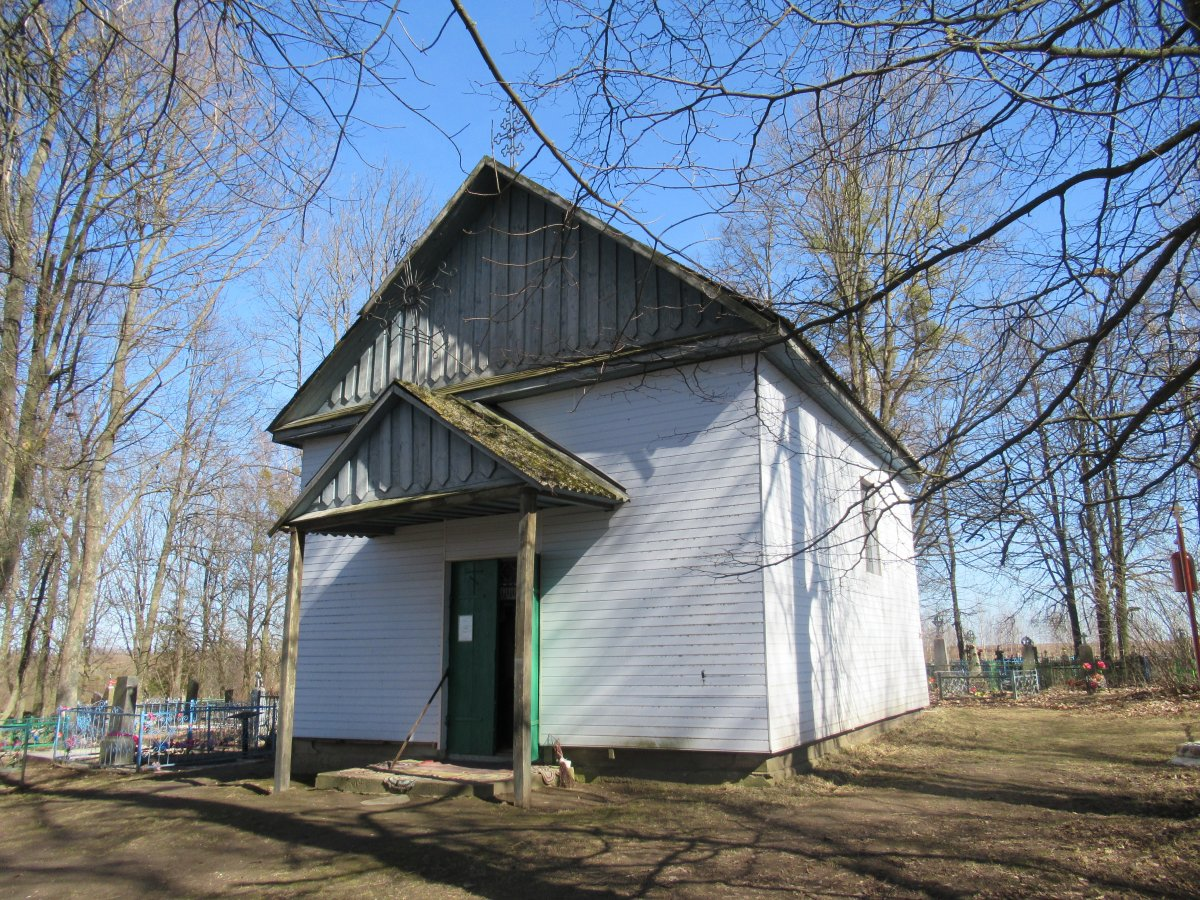
Cerkiew Przemienienia Pańskiego w Nahornie
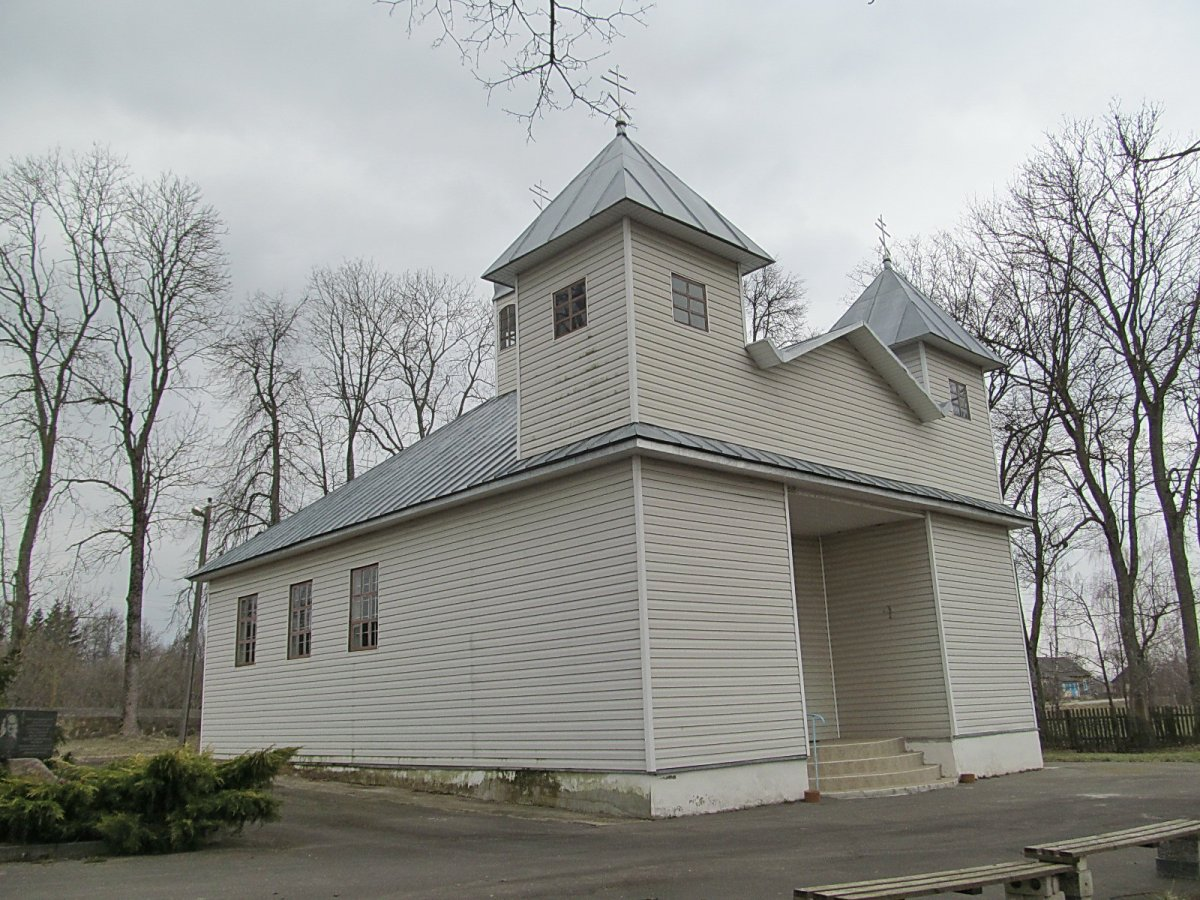
Cerkiew św. Jana Chrzciciela w Sadowej
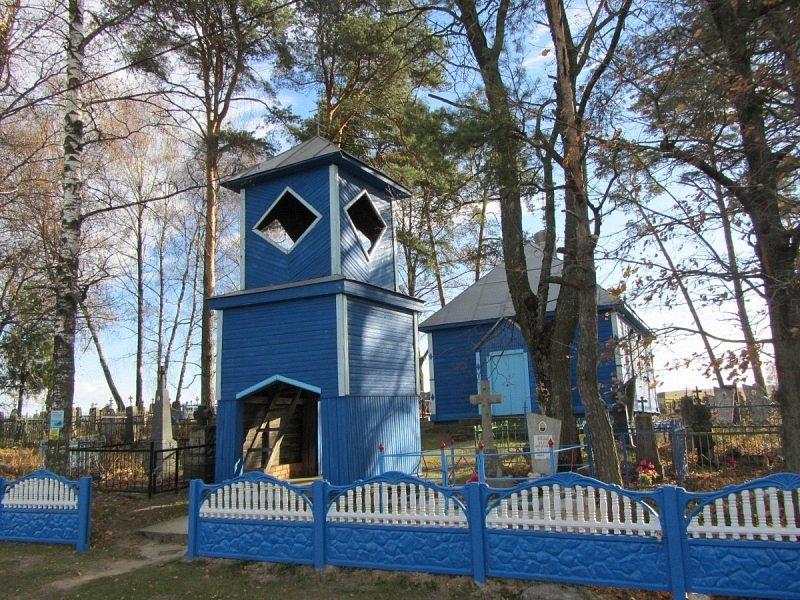
Cerkiew Ścięcia Głowy św. Jana Chrzciciela w Słobodzie Mieżnej